# Huos
Huos est une commune française située dans l'ouest du département de la Haute-Garonne, en région Occitanie. Sur le plan historique et culturel, la commune est dans le pays de Comminges, correspondant à l’ancien comté de Comminges, circonscription de la province de Gascogne située sur les départements actuels du Gers, de la Haute-Garonne, des Hautes-Pyrénées et de l'Ariège.
Exposée à un climat océanique altéré, elle est drainée par la Garonne et par un autre cours d'eau. La commune possède un patrimoine naturel remarquable : un site Natura 2000 (« Garonne, Ariège, Hers, Salat, Pique et Neste »), un espace protégé (« la Garonne, l'Ariège, l'Hers Vif et le Salat ») et trois zones naturelles d'intérêt écologique, faunistique et floristique.
Huos est une commune rurale qui compte 492 habitants en 2022, après avoir connu une forte hausse de la population depuis 1975. Elle appartient à l'unité urbaine de Montréjeau et fait partie de l'aire d'attraction de Saint-Gaudens. Ses habitants sont appelés les Huossais ou  Huossaises.

## Géographie

### Localisation
La commune d'Huos se trouve dans le département de la Haute-Garonne, en région Occitanie.
Sur le plan historique et culturel, Huos fait partie du pays de Comminges, correspondant à l’ancien comté de Comminges, circonscription de la province de Gascogne située sur les départements actuels du Gers, de la Haute-Garonne, des Hautes-Pyrénées et de l'Ariège.
Elle se situe à 90 km à vol d'oiseau de Toulouse, préfecture du département, à 11 km de Saint-Gaudens, sous-préfecture, et à 32 km de Bagnères-de-Luchon, bureau centralisateur du canton de Bagnères-de-Luchon dont dépend la commune depuis 2015 pour les élections départementales.
La commune fait en outre partie du bassin de vie de Montréjeau.
Les communes les plus proches sont : 
Ausson (0,4 km), Pointis-de-Rivière (2,0 km), Gourdan-Polignan (2,0 km), Montréjeau (2,3 km), Clarac (3,1 km), Seilhan (3,5 km), Cier-de-Rivière (3,5 km), Ponlat-Taillebourg (3,7 km).
Huos est limitrophe de six autres communes.
|                  | Ausson                 | Pointis-de-Rivière |
| Gourdan-Polignan | Huos                   | Cier-de-Rivière    |
| Seilhan          | Labroquère (sur 100 m) |                    |

### Géologie et relief
La superficie de la commune est de 409 hectares ; son altitude varie de 416  à   702 mètres.

### Hydrographie

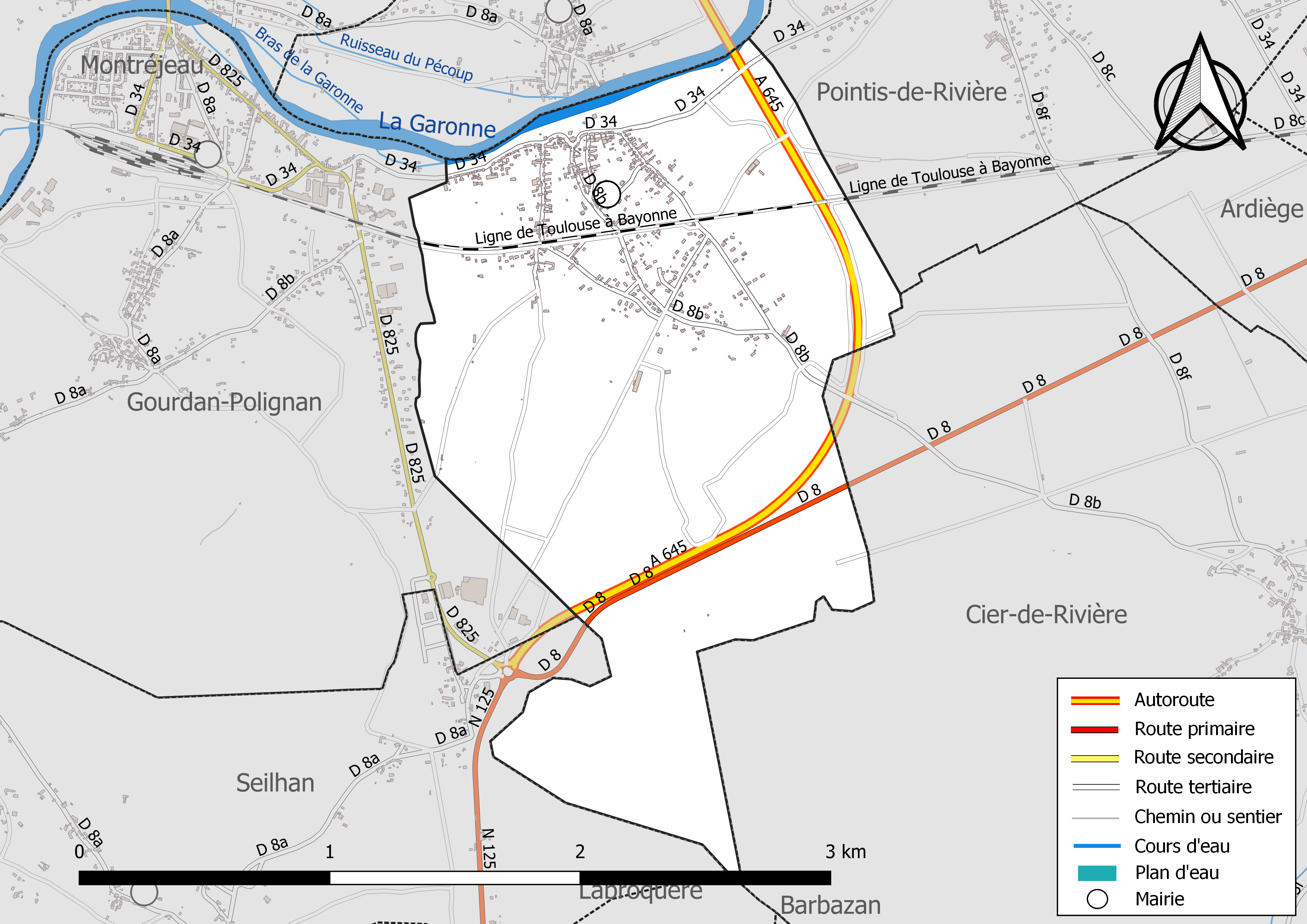
Réseaux hydrographique et routier d'Huos.

La commune est dans le bassin de la Garonne, au sein du bassin hydrographique Adour-Garonne. Elle est drainée par la Garonne, un bras de la Garonne, constituant un réseau hydrographique de 0 km de longueur totale,.
La Garonne est un fleuve principalement français prenant sa source en Espagne et qui coule sur 529 km avant de se jeter dans l’océan Atlantique.

### Climat
Pour des articles plus généraux, voir Climat de l'Occitanie et Climat de la Haute-Garonne.
En 2010, le climat de la commune est de type climat océanique altéré, selon une étude s'appuyant sur une série de données couvrant la période 1971-2000. En 2020, Météo-France publie une typologie des climats de la France métropolitaine dans laquelle la commune est exposée à un climat de montagne ou de marges de montagne et est dans la région climatique Pyrénées centrales, caractérisée par une pluviométrie annuelle de 1 000 à 1 200 mm.
Pour la période 1971-2000, la température annuelle moyenne est de 11,7 °C, avec une amplitude thermique annuelle de 14,6 °C. Le cumul annuel moyen de précipitations est de 911 mm, avec 9 jours de précipitations en janvier et 7 jours en juillet. Pour la période 1991-2020, la température moyenne annuelle observée sur la station météorologique la plus proche, située sur la commune de Clarac à 3 km à vol d'oiseau, est de 12,5 °C et le cumul annuel moyen de précipitations est de 804,9 mm,. Pour l'avenir, les paramètres climatiques de la commune estimés pour 2050 selon différents scénarios d'émission de gaz à effet de serre sont consultables sur un site dédié publié par Météo-France en novembre 2022.

### Milieux naturels et biodiversité

#### Espaces protégés
La protection réglementaire est le mode d’intervention le plus fort pour préserver des espaces naturels remarquables et leur biodiversité associée,.
Un  espace protégé est présent sur la commune : 
« la Garonne, l'Ariège, l'Hers Vif et le Salat », objet d'un arrêté de protection de biotope, d'une superficie de 1 658,7 ha.

#### Réseau Natura 2000

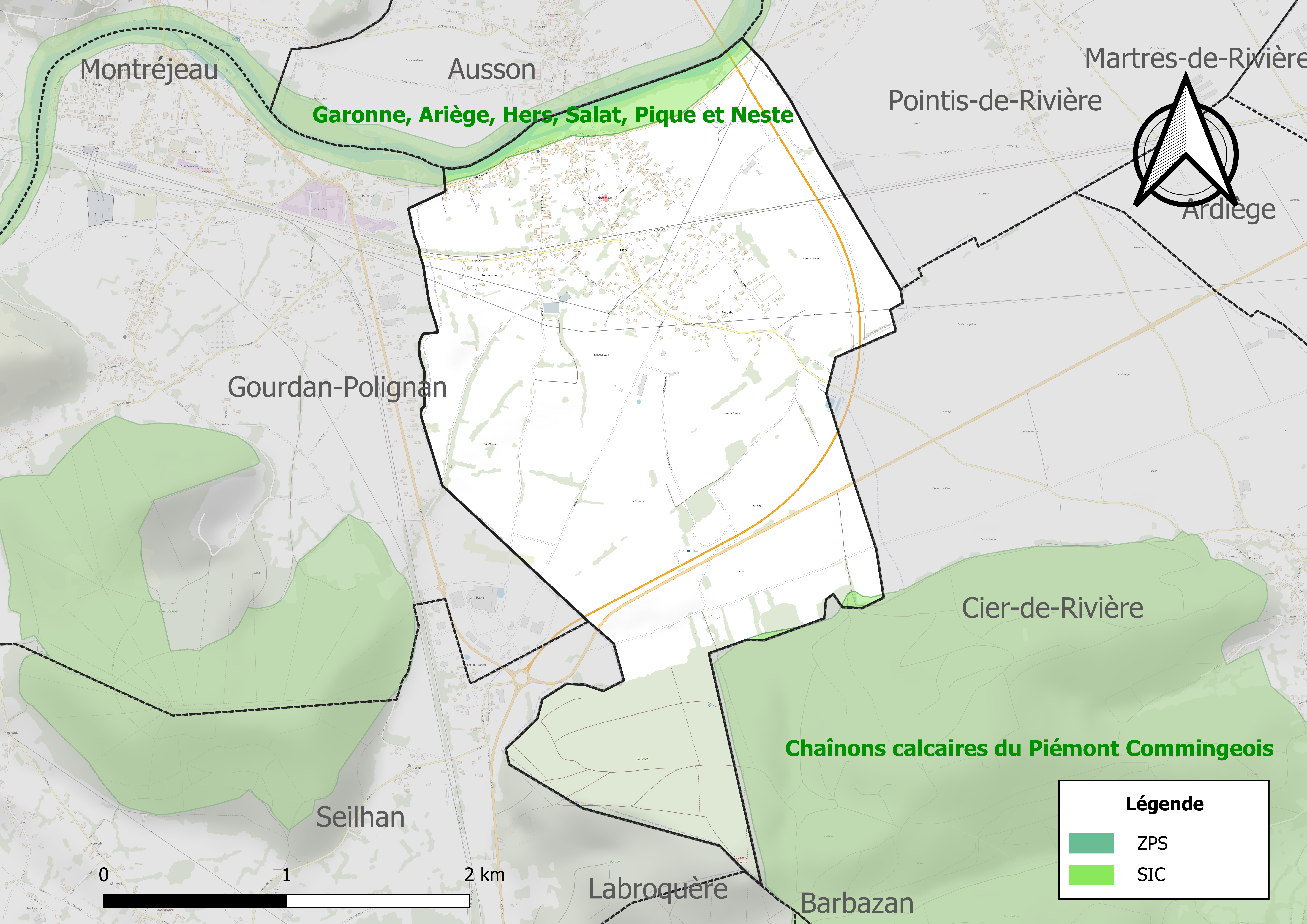
Site Natura 2000 sur le territoire communal.

Le réseau Natura 2000 est un réseau écologique européen de sites naturels d'intérêt écologique élaboré à partir des directives habitats et oiseaux, constitué de zones spéciales de conservation (ZSC) et de zones de protection spéciale (ZPS).
Un site Natura 2000 a été défini sur la commune au titre de la directive habitats : « Garonne, Ariège, Hers, Salat, Pique et Neste », d'une superficie de 9 581 ha, un réseau hydrographique pour les poissons migrateurs (zones de frayères actives et potentielles importantes pour le Saumon en particulier qui fait l'objet d'alevinages réguliers et dont des adultes atteignent déjà Foix sur l'Ariège.

#### Zones naturelles d'intérêt écologique, faunistique et floristique

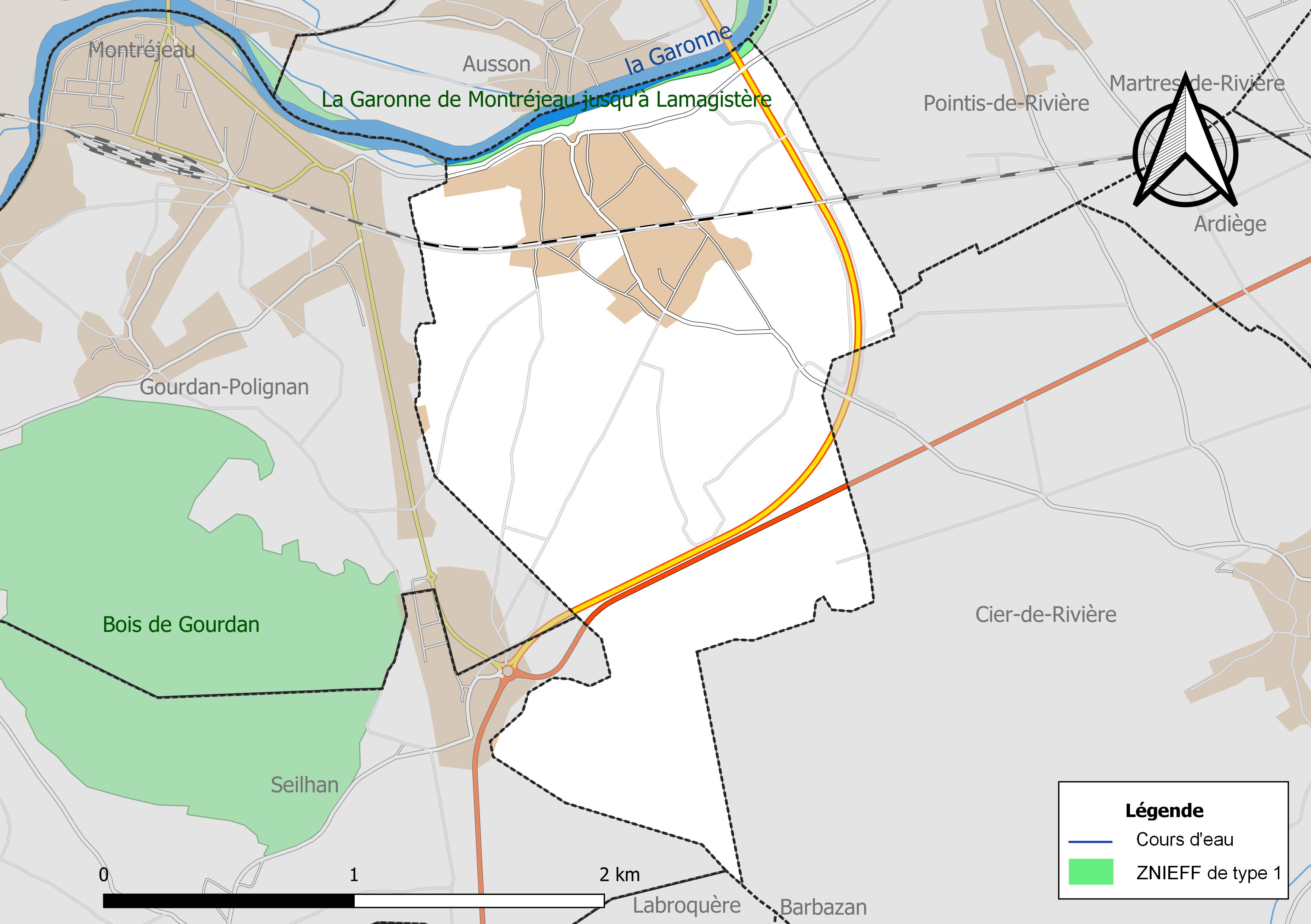
Carte de la ZNIEFF de type 1 localisée sur la commune.

L’inventaire des zones naturelles d'intérêt écologique, faunistique et floristique (ZNIEFF) a pour objectif de réaliser une couverture des zones les plus intéressantes sur le plan écologique, essentiellement dans la perspective d’améliorer la connaissance du patrimoine naturel national et de fournir aux différents décideurs un outil d’aide à la prise en compte de l’environnement dans l’aménagement du territoire.
Une ZNIEFF de type 1 est recensée sur la commune :
« la Garonne de Montréjeau jusqu'à Lamagistère » (5 075 ha), couvrant 92 communes dont 63 dans la Haute-Garonne, trois en Lot-et-Garonne et 26 en Tarn-et-Garonne et deux ZNIEFF de type 2, : 
- « la Garonne et milieux riverains, en aval de Montréjeau » (6 874 ha), couvrant 93 communes dont 64 dans la Haute-Garonne, trois en Lot-et-Garonne et 26 en Tarn-et-Garonne[25] ;
- le « piémont calcaire commingeois et bassin de Sauveterre » (8 553 ha), couvrant 26 communes du département[26].

## Urbanisme

### Typologie
Au 1er janvier 2024, Huos est catégorisée commune rurale à habitat dispersé, selon la nouvelle grille communale de densité à sept niveaux définie par l'Insee en 2022.
Elle appartient à l'unité urbaine de Montréjeau, une agglomération inter-départementale regroupant cinq  communes, dont elle est une commune de la banlieue,,. Par ailleurs la commune fait partie de l'aire d'attraction de Saint-Gaudens, dont elle est une commune de la couronne,. Cette aire, qui regroupe 85 communes, est catégorisée dans les aires de moins de 50 000 habitants,.

### Occupation des sols

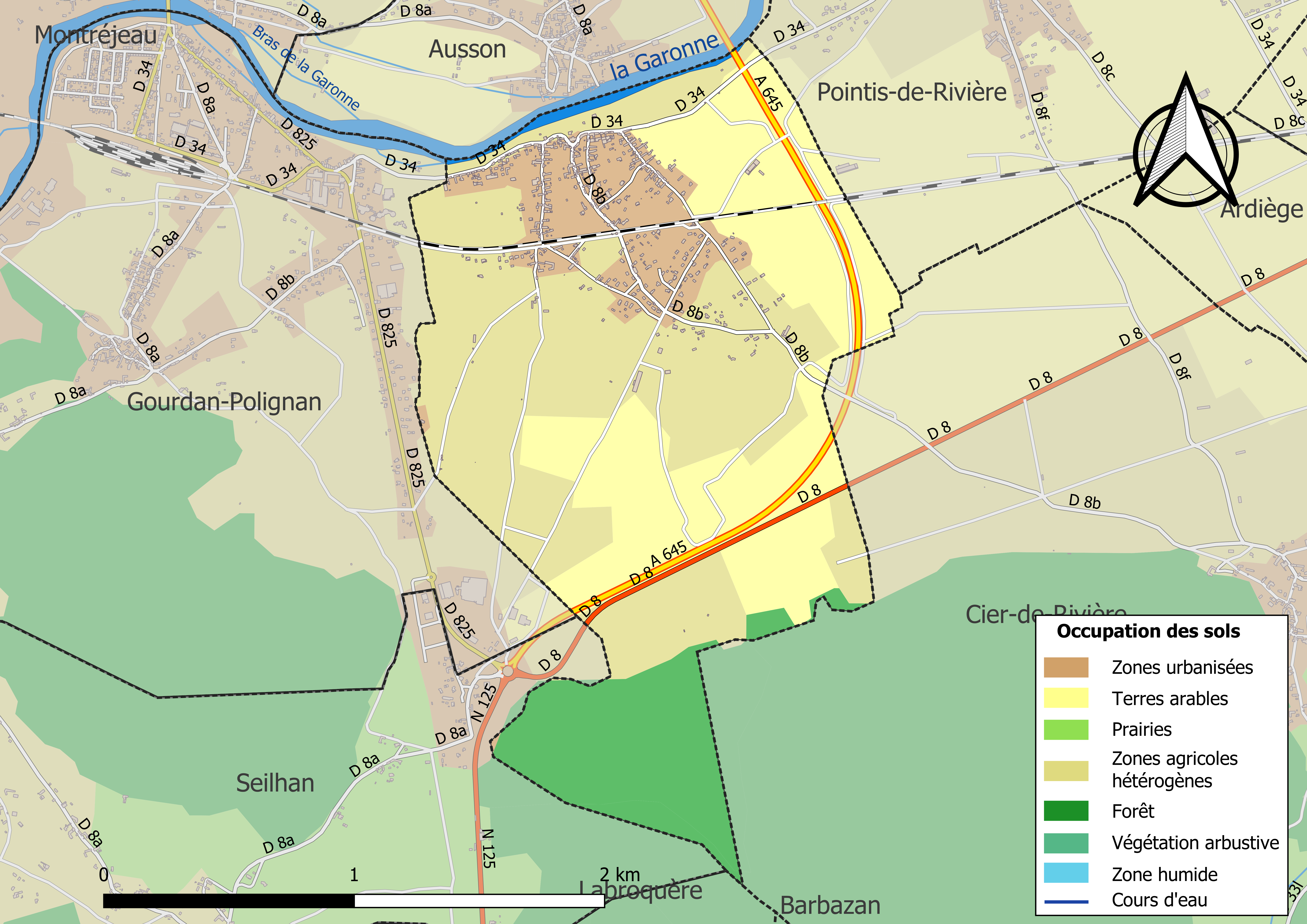
Carte des infrastructures et de l'occupation des sols de la commune en 2018 (CLC).

L'occupation des sols de la commune, telle qu'elle ressort de la base de données européenne d’occupation biophysique des sols Corine Land Cover (CLC), est marquée par l'importance des territoires agricoles (75,3 % en 2018), en diminution par rapport à 1990 (76,9 %). La répartition détaillée en 2018 est la suivante : 
zones agricoles hétérogènes (42,2 %), terres arables (33 %), forêts (13,2 %), zones urbanisées (11,3 %), zones industrielles ou commerciales et réseaux de communication (0,2 %). L'évolution de l’occupation des sols de la commune et de ses infrastructures peut être observée sur les différentes représentations cartographiques du territoire : la carte de Cassini (XVIIIe siècle), la carte d'état-major (1820-1866) et les cartes ou photos aériennes de l'IGN pour la période actuelle (1950 à aujourd'hui).

### Voies de communication et transports
Accès par l'autoroute A64 sortie no 17 puis l'A645 et la route nationale 125, ainsi qu'avec le réseau Arc-en-ciel.

### Risques majeurs
Le territoire de la commune d'Huos est vulnérable à différents aléas naturels : météorologiques (tempête, orage, neige, grand froid, canicule ou sécheresse), inondations, feux de forêts et séisme (sismicité modérée). Il est également exposé à un risque technologique, la rupture d'un barrage. Un site publié par le BRGM permet d'évaluer simplement et rapidement les risques d'un bien localisé soit par son adresse soit par le numéro de sa parcelle.

#### Risques naturels
Certaines parties du territoire communal sont susceptibles d’être affectées par le risque d’inondation par débordement de cours d'eau, notamment la Garonne. La commune a été reconnue en état de catastrophe naturelle au titre des dommages causés par les inondations et coulées de boue survenues en 1982, 1999, 2009 et 2013,.
Un plan départemental de protection des forêts contre les incendies a été approuvé par arrêté préfectoral du 25 septembre 2006. Huos est exposée au risque de feu de forêt du fait de la présence sur son territoire du massif des piémonts des Pyrénées. Il est ainsi défendu aux propriétaires de la commune et à leurs ayants droit de porter ou d’allumer du feu dans l'intérieur et à une distance de 200 mètres des bois, forêts, plantations, reboisements ainsi que des landes. L’écobuage est également interdit, ainsi que les feux de type méchouis et barbecues, à l’exception de ceux prévus dans des installations fixes (non situées sous couvert d'arbres) constituant une dépendance d'habitation,.

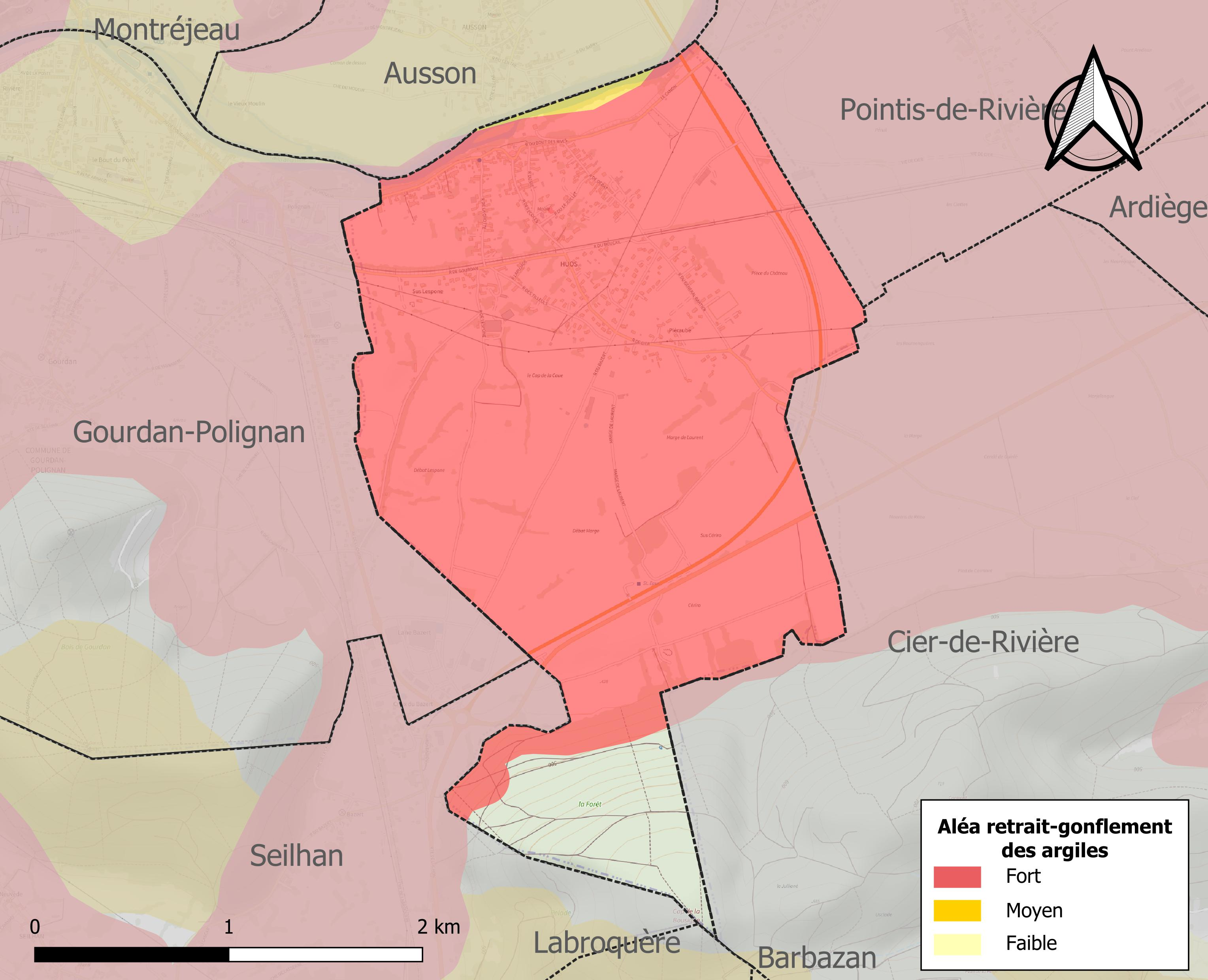
Carte des zones d'aléa retrait-gonflement des sols argileux d'Huos.

Le retrait-gonflement des sols argileux est susceptible d'engendrer des dommages importants aux bâtiments en cas d’alternance de périodes de sécheresse et de pluie. 90,9 % de la superficie communale est en aléa moyen ou fort (88,8 % au niveau départemental et 48,5 % au niveau national). Sur les 267 bâtiments dénombrés sur la commune en 2019, 267 sont en aléa moyen ou fort, soit 100 %, à comparer aux 98 % au niveau départemental et 54 % au niveau national. Une cartographie de l'exposition du territoire national au retrait gonflement des sols argileux est disponible sur le site du BRGM,.
Par ailleurs, afin de mieux appréhender le risque d’affaissement de terrain, l'inventaire national des cavités souterraines permet de localiser celles situées sur la commune.
Concernant les mouvements de terrains, la commune a été reconnue en état de catastrophe naturelle au titre des dommages causés par la sécheresse en 1989 et par des mouvements de terrain en 1999.

#### Risques technologiques
La commune est en outre située en aval des barrages du Portillon, de Cap de Long (Hautes-Pyrénées) et de l'Oule (Hautes-Pyrénées). À ce titre elle est susceptible d’être touchée par l’onde de submersion consécutive à la rupture d'un de ces ouvrages.

## Histoire
Jusqu'à la Révolution, la paroisse de Martres-de-Rivière formait, avec celles de  Pointis-de-Rivière et de Cier-de-Rivière, l'une des enclaves languedociennes du « Petit-Comminges », l'un des 24 diocèses civils de la province du Languedoc. Les paroisses voisines faisaient partie, elles, du Comté du Comminges qui dépendait de la Gascogne.

### Héraldique
| Huos | Son blasonnement est : Tiercé en pal d'or, de sinople et d'argent. |

## Politique et administration

### Administration municipale
Le nombre d'habitants au recensement de 2011 étant compris entre 100 et 499, le nombre de membres du conseil municipal pour l'élection de 2014 est de onze,.

### Rattachements administratifs et électoraux
Commune faisant partie de la huitième circonscription de la Haute-Garonne de la communauté de communes du Haut Comminges et du canton de Bagnères-de-Luchon (avant le redécoupage départemental de 2014, Huos faisait partie de l'ex-canton de Barbazan).

### Tendances politiques et résultats

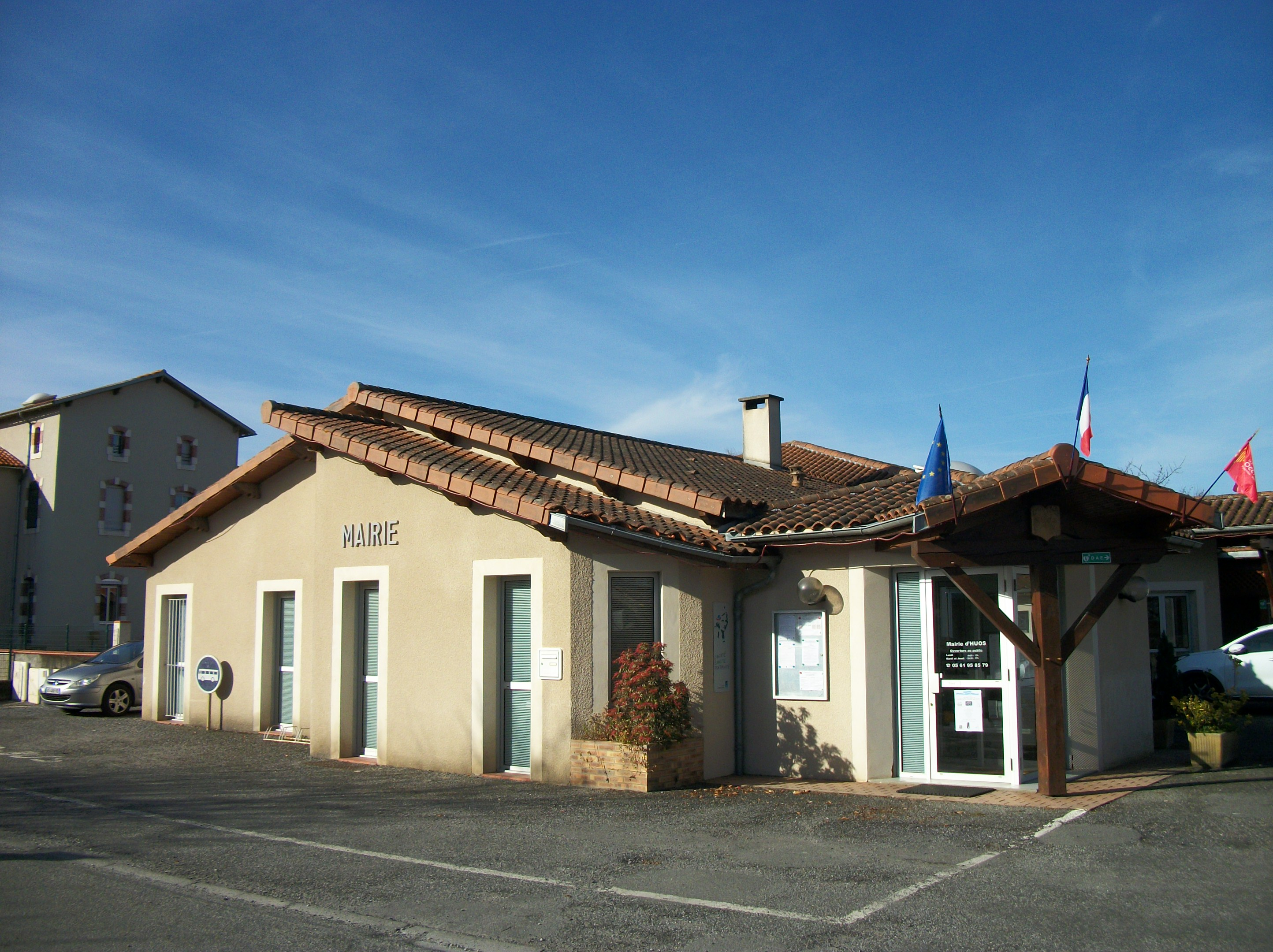
La Mairie

### Liste des maires
| Période                                  | Période      | Identité                                  | Étiquette | Qualité                                             |
| ---------------------------------------- | ------------ | ----------------------------------------- | --------- | --------------------------------------------------- |
| Les données manquantes sont à compléter. |              |                                           |           |                                                     |
| ?                                        | 1835 (décès) | Jean-Etienne de Barthier de Saint-Hilaire |           | Ancien Maréchal de camp Conseiller d'arrondissement |
|                                          |              |                                           |           |                                                     |
| mars 2001                                | 2008         | Michel Coustille                          |           |                                                     |
| mars 2008                                | En cours     | Claude Puigdellosas                       | DVD       | Retraité                                            |

## Population et société

### Démographie

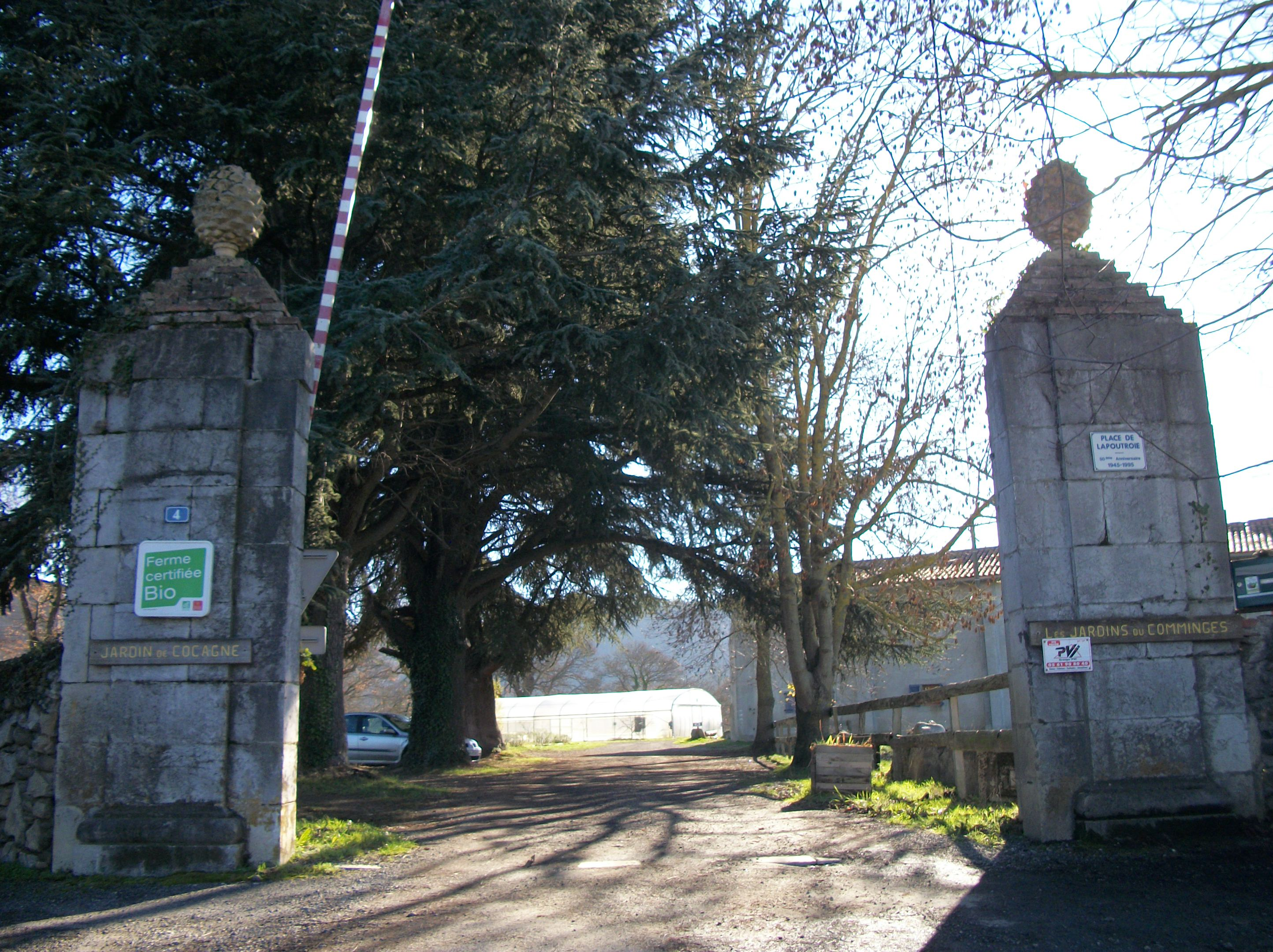
L'entrée des Jardins du Comminges

L'évolution du nombre d'habitants est connue à travers les recensements de la population effectués dans la commune depuis 1793. Pour les communes de moins de 10 000 habitants, une enquête de recensement portant sur toute la population est réalisée tous les cinq ans, les populations de référence des années intermédiaires étant quant à elles estimées par interpolation ou extrapolation. Pour la commune, le premier recensement exhaustif entrant dans le cadre du nouveau dispositif a été réalisé en 2004.

En 2022, la commune comptait 492 habitants, en évolution de −0,2 % par rapport à 2016 (Haute-Garonne : +8,02 %, France hors Mayotte : +2,11 %).
| 1793 | 1800 | 1806 | 1821 | 1831 | 1836 | 1841 | 1846 | 1851 |
| ---- | ---- | ---- | ---- | ---- | ---- | ---- | ---- | ---- |
| 635  | 586  | 520  | 616  | 808  | 794  | 778  | 775  | 742  |

| 1856 | 1861 | 1866 | 1872 | 1876 | 1881 | 1886 | 1891 | 1896 |
| ---- | ---- | ---- | ---- | ---- | ---- | ---- | ---- | ---- |
| 750  | 679  | 714  | 668  | 621  | 628  | 586  | 576  | 540  |

| 1901 | 1906 | 1911 | 1921 | 1926 | 1931 | 1936 | 1946 | 1954 |
| ---- | ---- | ---- | ---- | ---- | ---- | ---- | ---- | ---- |
| 550  | 537  | 530  | 405  | 480  | 507  | 525  | 584  | 448  |

| 1962 | 1968 | 1975 | 1982 | 1990 | 1999 | 2004 | 2006 | 2009 |
| ---- | ---- | ---- | ---- | ---- | ---- | ---- | ---- | ---- |
| 439  | 418  | 366  | 368  | 428  | 450  | 453  | 454  | 469  |

| 2014 | 2019 | 2022 | - | - | - | - | - | - |
| ---- | ---- | ---- | - | - | - | - | - | - |
| 486  | 482  | 492  | - | - | - | - | - | - |

| selon la population municipale des années : | 1968 | 1975 | 1982 | 1990 | 1999 | 2006 | 2009 | 2013 |
| Rang de la commune dans le département      | 197  | 195  | 214  | 221  | 223  | 236  | 243  | 249  |
| Nombre de communes du département           | 592  | 582  | 586  | 588  | 588  | 588  | 589  | 589  |

### Enseignement
Huos fait partie de l'académie de Toulouse.

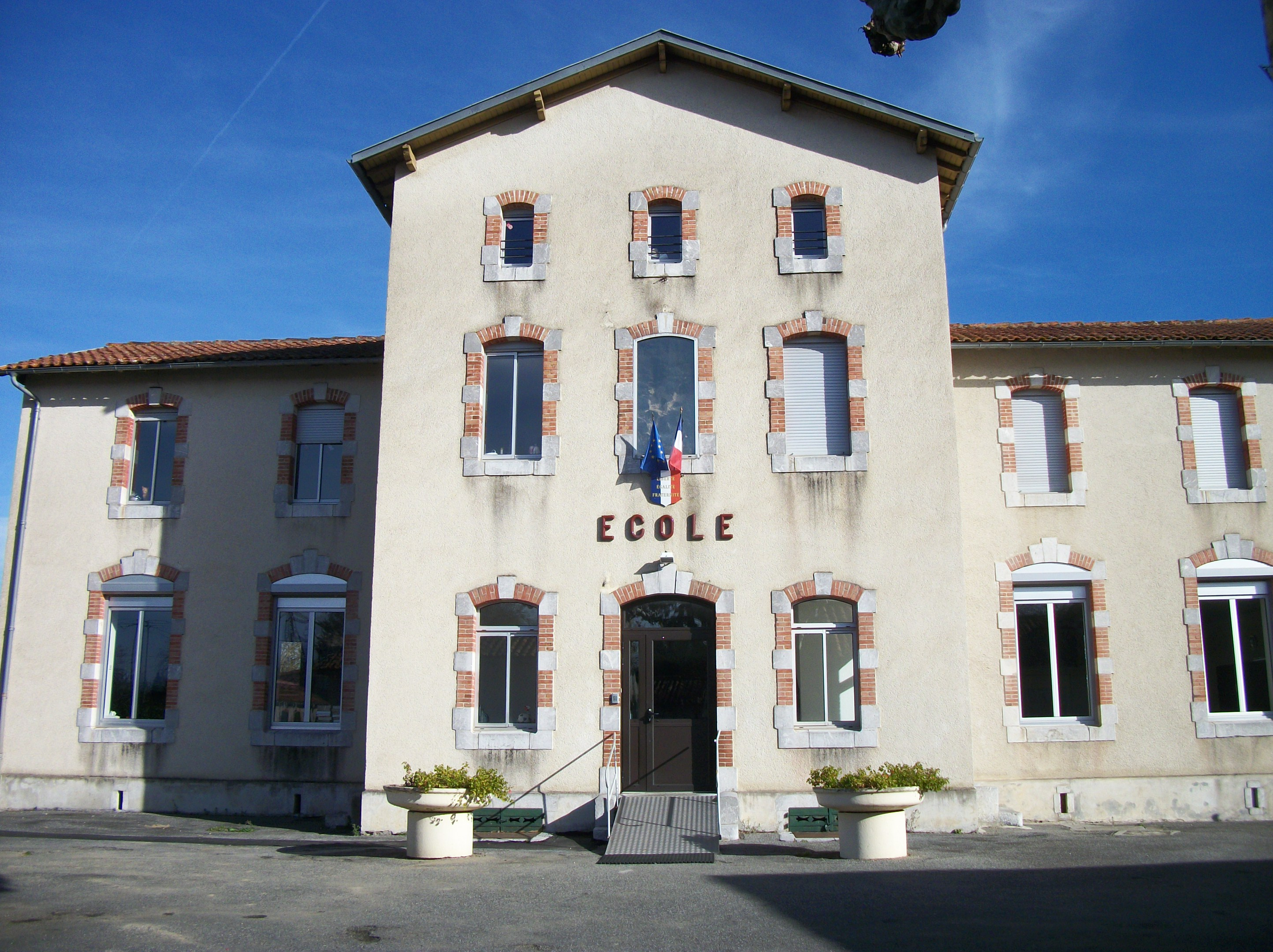
École maternelle

En 2010, les écoles comptent une centaine d'enfants avec les élèves des villages voisins, Martres-de-Rivière, Ardiège et Cier-de-Rivière, regroupés en regroupement pédagogique intercommunal.

### Culture et festivité

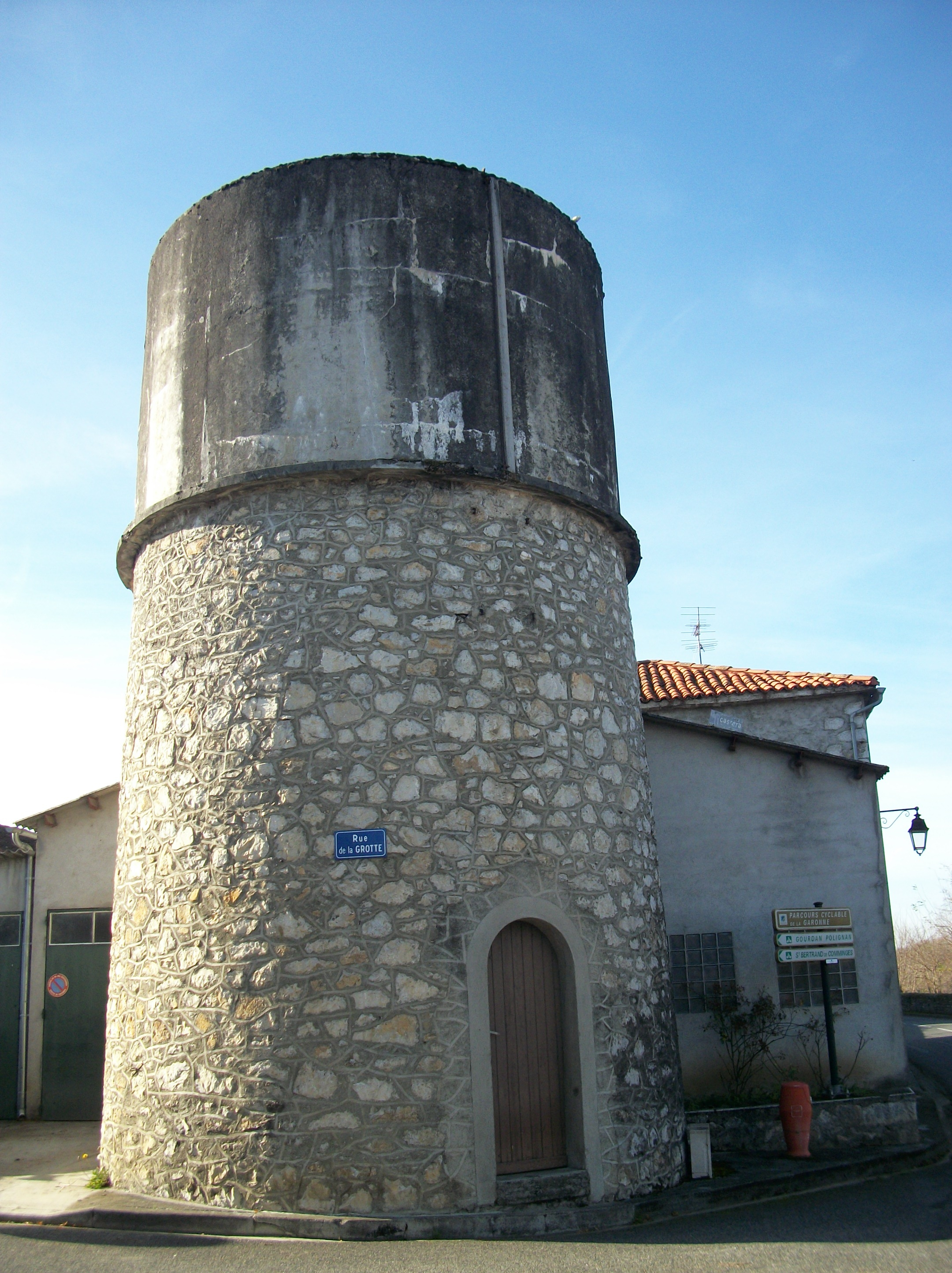
Château d'eau

salle des fêtes, 

### Activités sportives
randonnée pédestre, chasse, pétanque,

## Économie

### Revenus
En 2018  (données Insee publiées en septembre 2021), la commune compte 216 ménages fiscaux, regroupant 481 personnes. La médiane du revenu disponible par unité de consommation est de 20 010 € (23 140 € dans le département).

### Emploi
|                | 2008  | 2013  | 2018  |
| -------------- | ----- | ----- | ----- |
| Commune        | 9,7 % | 5,4 % | 8,5 % |
| Département    | 7,7 % | 9,6 % | 9,3 % |
| France entière | 8,3 % | 10 %  | 10 %  |

En 2018, la population âgée de 15 à 64 ans s'élève à 273 personnes, parmi lesquelles on compte 74,9 % d'actifs (66,4 % ayant un emploi et 8,5 % de chômeurs) et 25,1 % d'inactifs,. En 2018, le taux de chômage communal (au sens du recensement) des 15-64 ans est inférieur à celui de la France et du département, alors qu'en 2008 la situation était inverse.
La commune fait partie de la couronne de l'aire d'attraction de Saint-Gaudens, du fait qu'au moins 15 % des actifs travaillent dans le pôle,. Elle compte 54 emplois en 2018, contre 62 en 2013 et 42 en 2008. Le nombre d'actifs ayant un emploi résidant dans la commune est de 189, soit un indicateur de concentration d'emploi de 28,8 % et un taux d'activité parmi les 15 ans ou plus de 51,5 %.
Sur ces 189 actifs de 15 ans ou plus ayant un emploi, 22 travaillent dans la commune, soit 12 % des habitants. Pour se rendre au travail, 90,4 % des habitants utilisent un véhicule personnel ou de fonction à quatre roues, 1,6 % les transports en commun, 5,9 % s'y rendent en deux-roues, à vélo ou à pied et 2,1 % n'ont pas besoin de transport (travail au domicile).

### Activités hors agriculture

#### Secteurs d'activités
26 établissements sont implantés  à Huos au 31 décembre 2019. Le tableau ci-dessous en détaille le nombre par secteur d'activité et compare les ratios avec ceux du département,.
Le secteur du commerce de gros et de détail, des transports, de l'hébergement et de la restauration est prépondérant sur la commune puisqu'il représente 30,8 % du nombre total d'établissements de la commune (8 sur les 26 entreprises implantées à Huos), contre 25,9 % au niveau départemental.

#### Entreprises et commerces
Les jardins de Comminges coopérative d'intérêt collectif est une association créée en 2006 par Afidel, les Jardins du Comminges proposent 2 ateliers d'insertion sociale et professionnelle,
- Le maraîchage en agriculture biologique sur 6 hectares,
- Les travaux de l'environnement.

### Agriculture
|               | 1988 | 2000 | 2010 | 2020 |
| ------------- | ---- | ---- | ---- | ---- |
| Exploitations | 18   | 9    | 6    | 3    |
| SAU (ha)      | 297  | 261  | 266  | 134  |

La commune est dans « La Rivière », une petite région agricole localisée dans le sud du département de la Haute-Garonne, constituant la partie piémont au relief plus doux que les Pyrénées centrales la bordant au sud et où la vallée de la Garonne s’élargit. En 2020, l'orientation technico-économique de l'agriculture sur la commune est la culture de légumes ou champignons. Trois exploitations agricoles ayant leur siège dans la commune sont dénombrées lors du recensement agricole de 2020 (18 en 1988). La superficie agricole utilisée est de 134 ha,,.

## Culture locale et patrimoine

### Lieux et monuments
- Église Saint-Saturnin.
- Le monument aux morts rappelle que les soldats étaient presque tous agriculteurs.

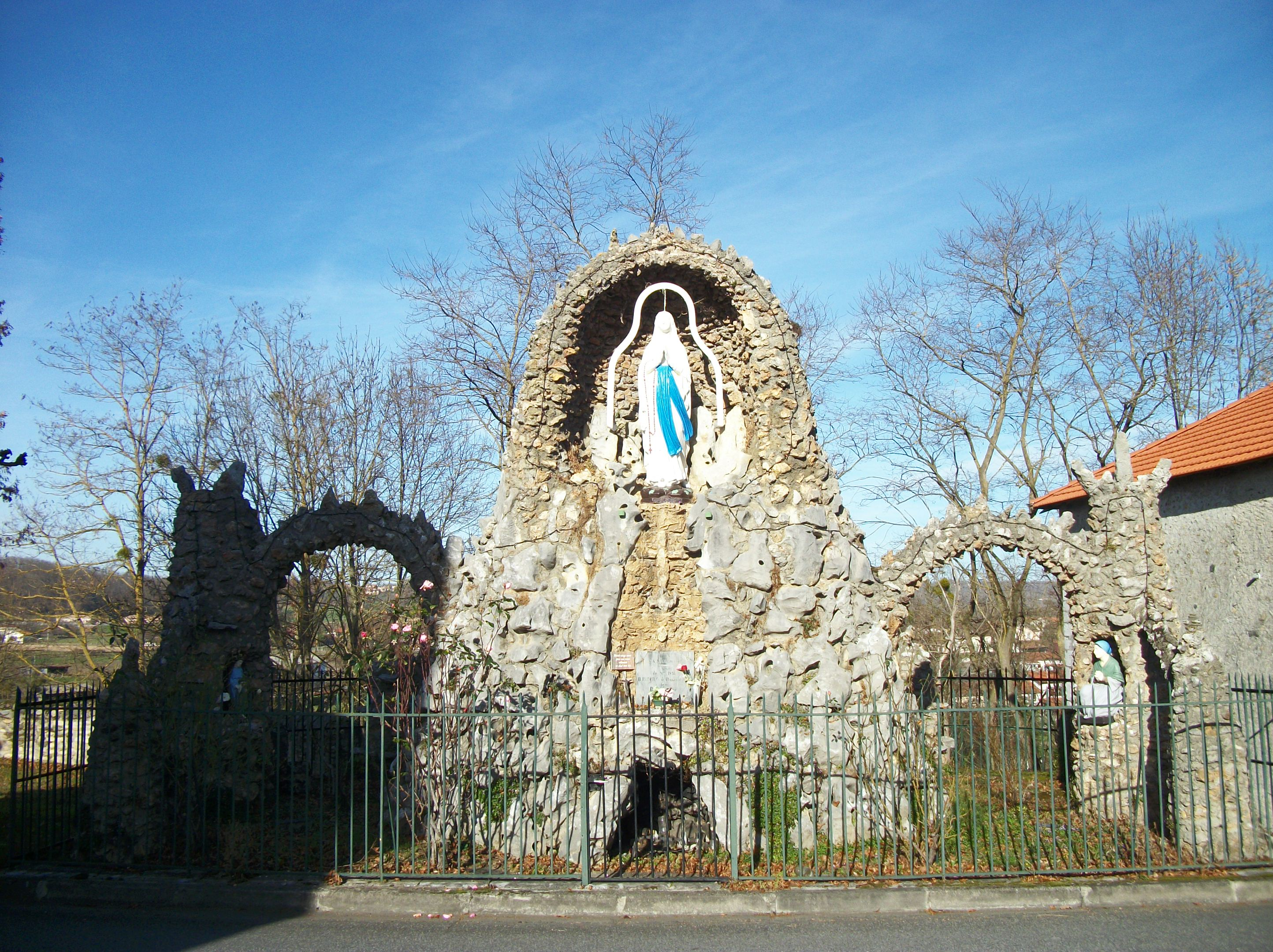
Représentation de la Grotte de Massabielle avec Notre-Dame de Lourdes et sainte Bernadette
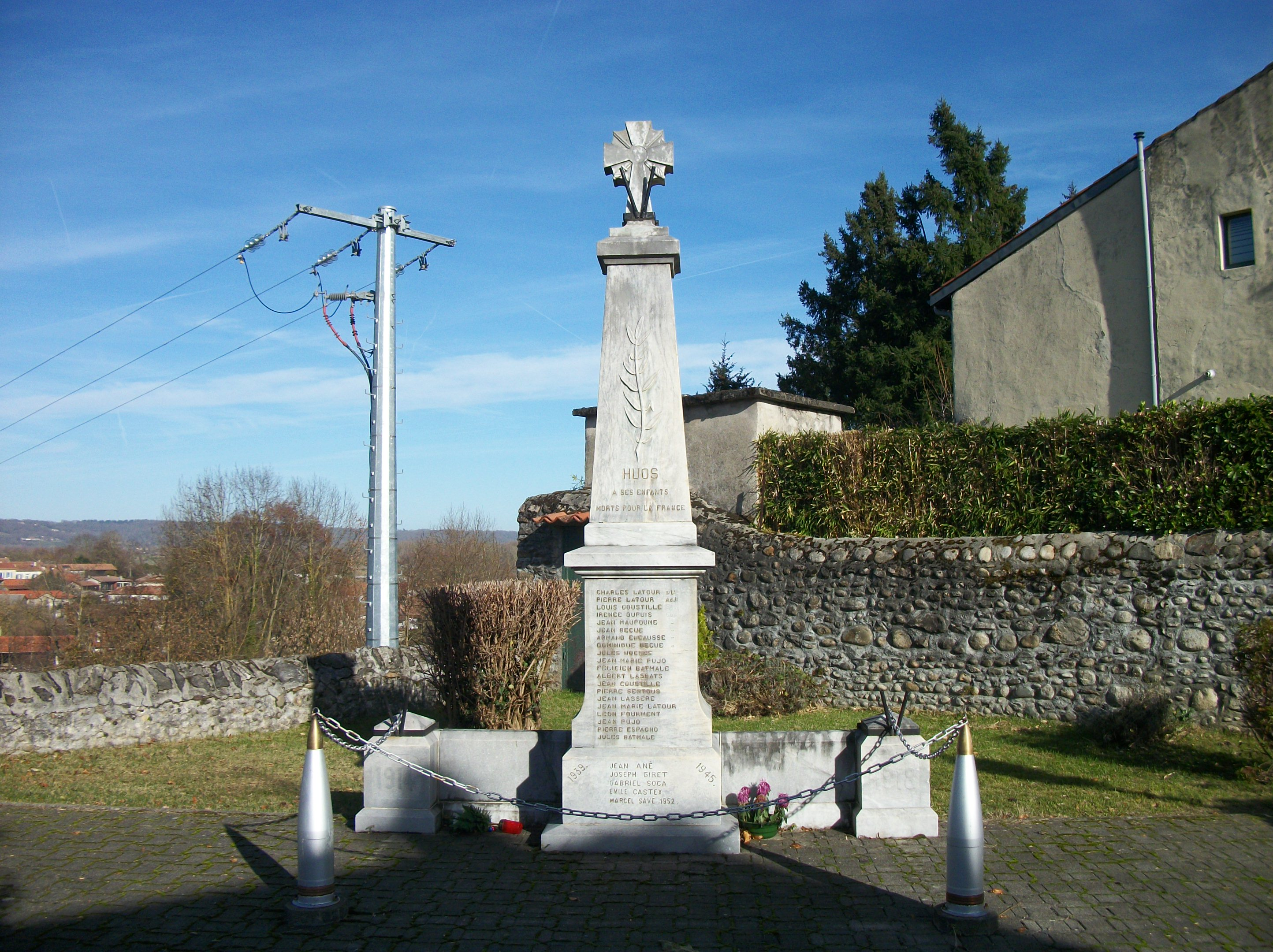
Monument aux morts
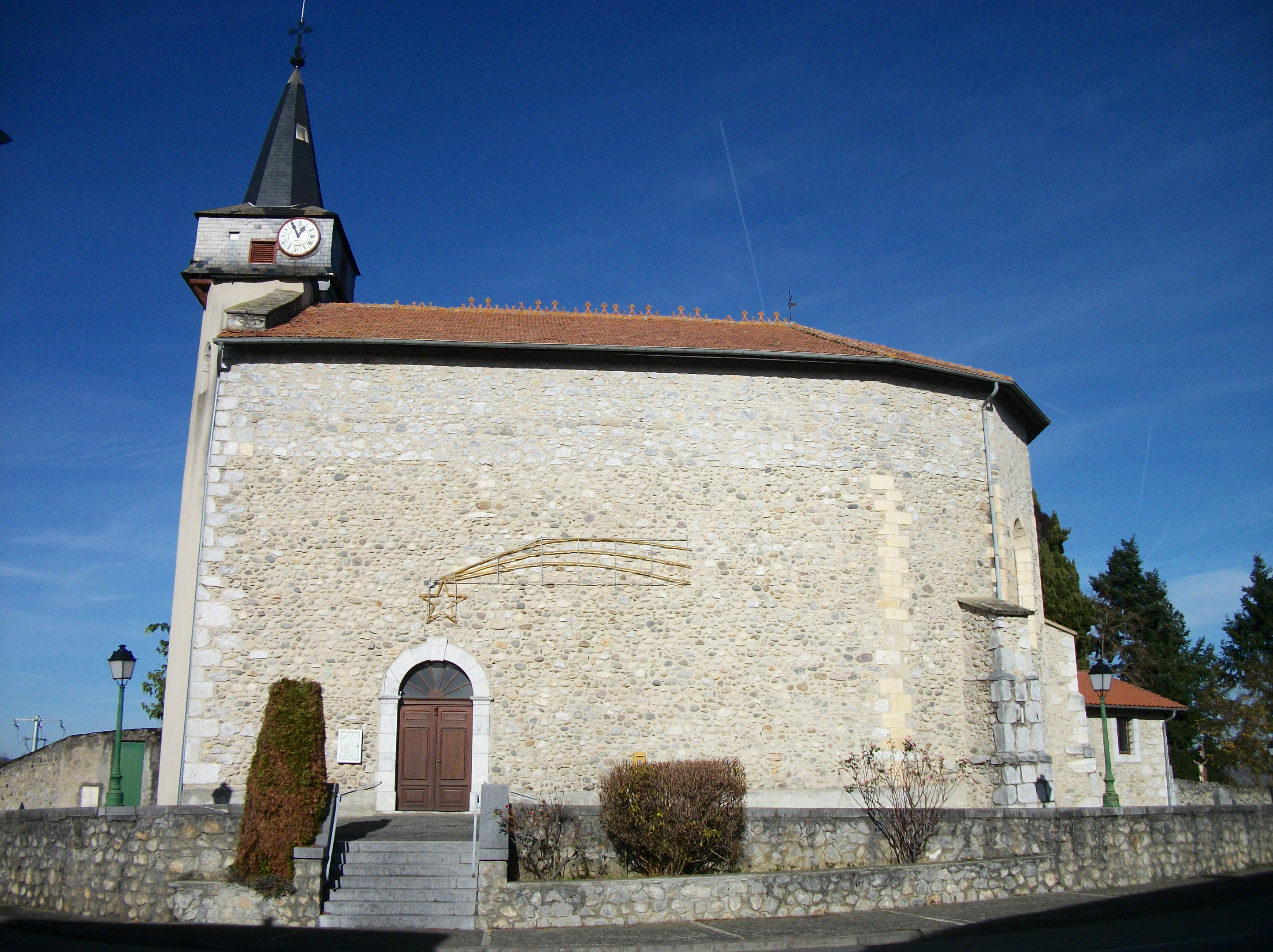
Église Saint-Saturnin

- Représentation de la Grotte de Massabielle avec Notre-Dame de Lourdes et sainte Bernadette
- Monument aux morts
- Église Saint-Saturnin

### Personnalités liées à la commune
- Jean-Étienne Bartier, baron de Saint-Hilaire (1766-1835), général des armées de la République et de l'Empire, né à Aspet, inhumé dans le cimetière de la commune.
- Christian Piquemal (1940), général de corps d'armée.

### Fait divers
Le 12 juillet 1988, Fernando Rodrigues-Nunes, né le 5 mai 1956, tue son épouse Joëlle Soubie (née le 16 septembre 1957), dans leur maison, ainsi que sa belle-sœur Fabienne Jacomet (née Soubie le 19 juillet 1967), à coups de sabre et de hache, avant de se suicider d'un coup de fusil. Henri-Jean Jacomet (né le 21 février 1963), employé de la Cellulose d'Aquitaine, à Saint-Gaudens, époux de Fabienne, ayant découvert le massacre, sera accusé, puis innocenté en 1995. Il a été le sujet d'une des émissions de Faites entrer l'accusé, d'Accusé à tort rediffusé dans Enquêtes criminelles : le magazine des faits divers, de Sept à huit et de Crimes.

## Pour approfondir